# کینتون (آلاباما)
کینتون (به انگلیسی: Quinton) یک منطقهٔ مسکونی در ایالات متحده آمریکا است که در شهرستان واکر، آلاباما واقع شده‌است. کینتون ۱۳۲٫۸۹ متر بالاتر از سطح دریا واقع شده‌است.